# Haliimaile
Haliimaile és una concentració de població designada pel cens dels Estats Units a l'estat de Hawaii. Segons el cens del 2000 tenia 895 habitants.

## Demografia
Segons el cens del 2000, Haliimaile tenia 895 habitants, 254 habitatges, i 193 famílies La densitat de població era de 206,18 habitants per km².
Dels 254 habitatges en un 30,3% hi vivien nens de menys de 18 anys, en un 52,8% hi vivien parelles casades, en un 12,6% dones solteres, i en un 24,0% no eren unitats familiars. En el 17,7% dels habitatges hi vivien persones soles el 7,1% de les quals corresponia a persones de 65 anys o més que vivien soles. El nombre mitjà de persones vivint en cada habitatge era de 3,52 i el nombre mitjà de persones que vivien en cada família era de 3,84.
Per edats la població es repartia de la següent manera: un 22,7% tenia menys de 18 anys, un 11,5% entre 18 i 24, un 28,8% entre 25 i 44, un 19,9% de 45 a 64 i un 17,1% 65 anys o més.
L'edat mediana era de 35,9 anys. Per cada 100 dones hi havia 105,28 homes. Per cada 100 dones de 18 o més anys hi havia 102,34 homes.
La renda mediana per habitatge era de 49.167 $ i la renda mediana per família de 49.792 $. Els homes tenien una renda mediana de 20.536 $ mentre que les dones 22.250 $. La renda per capita de la població era de 16.638 $. Aproximadament el 4,4% de les famílies i el 7,3% de la població estaven per davall del llindar de pobresa.

## Poblacions més properes
El següent diagrama mostra les poblacions més properes.